# Landesmuseum Natur und Mensch Oldenburg

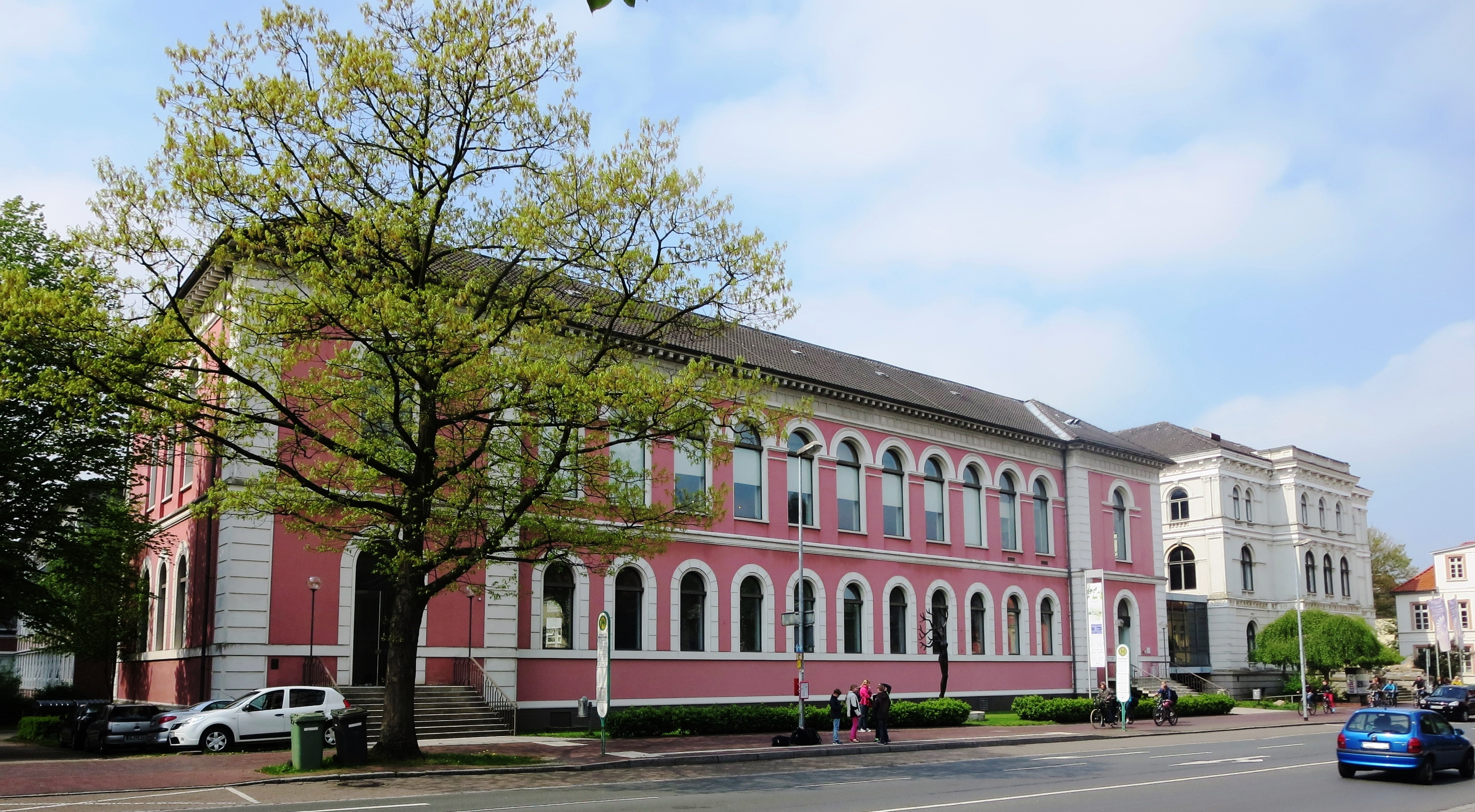
Landesmuseum Natur und Mensch (2014)

Das Landesmuseum Natur und Mensch Oldenburg in Oldenburg (Oldenburg) ist ein überregional bedeutendes Sammlungsmuseum mit den Abteilungen Archäologie, Naturkunde und Völkerkunde. Ein Schwerpunkt ist die Moorarchäologie Nordwestdeutschlands. Die interdisziplinäre Dauerausstellung umfasst die Themenbereiche Moor, Geest und Küste & Marsch. Sonderausstellungen ergänzen das Programm des Museums.

## Geschichte
Das Landesmuseum Natur und Mensch Oldenburg wurde 1836 von Großherzog Paul Friedrich August als „Naturhistorisches Museum Oldenburg“ eröffnet. Erster Museumsvorstand war Oberkammerherr Alexander von Rennenkampff, in Osternburg als Bauherr der „Villa Rennenkampff“ bekannt.
Der Grundstein der Sammlung wurde durch den Kauf von 9.800 präparierten Insekten, 490 Vögeln sowie 26 kleiner einheimischer Säugetiere gelegt. Baron Alexander von Rennenkampff kaufte 1835 im Auftrag des Großherzogs diese Privatsammlung für 3.000 Reichstaler in Gold von dem Kreis-Physikus Otto Ernst Oppermann aus Delmenhorst. Dieser hat mit einem neuen Ansatz die Tierpräparation revolutioniert und hierzu auch 1835 ein 350-seitiges Buch verfasst (Über kunstgemäßes Ausstopfen der Thiere, ...). 
Durch das persönliche Engagement des Großherzogs wurde die Sammlung stetig erweitert, Schwerpunkte waren die Erfassung der heimischen Tierwelt und eine naturwissenschaftliche Heimatforschung, deren Mittelpunkt Oldenburg wurde. 1867 wurden die völkerkundliche Sammlung, das „Naturalien-Cabinett“ und die Altertümersammlung aus dem Schloss des Herzogs in das Museum integriert. Um die angewachsenen Sammlungen zu beherbergen, wurde ein Neubau nötig, der von 1876 bis 1879 nach Plänen von Hofbaumeister Gerhard Schnitger errichtet wurde. Seitdem befindet sich das Museum an seinem heutigen Standort. In der Nacht vom 22. auf den 23. September 1943 wurde das Gebäude bei einem Luftangriff auf Oldenburg schwer beschädigt.

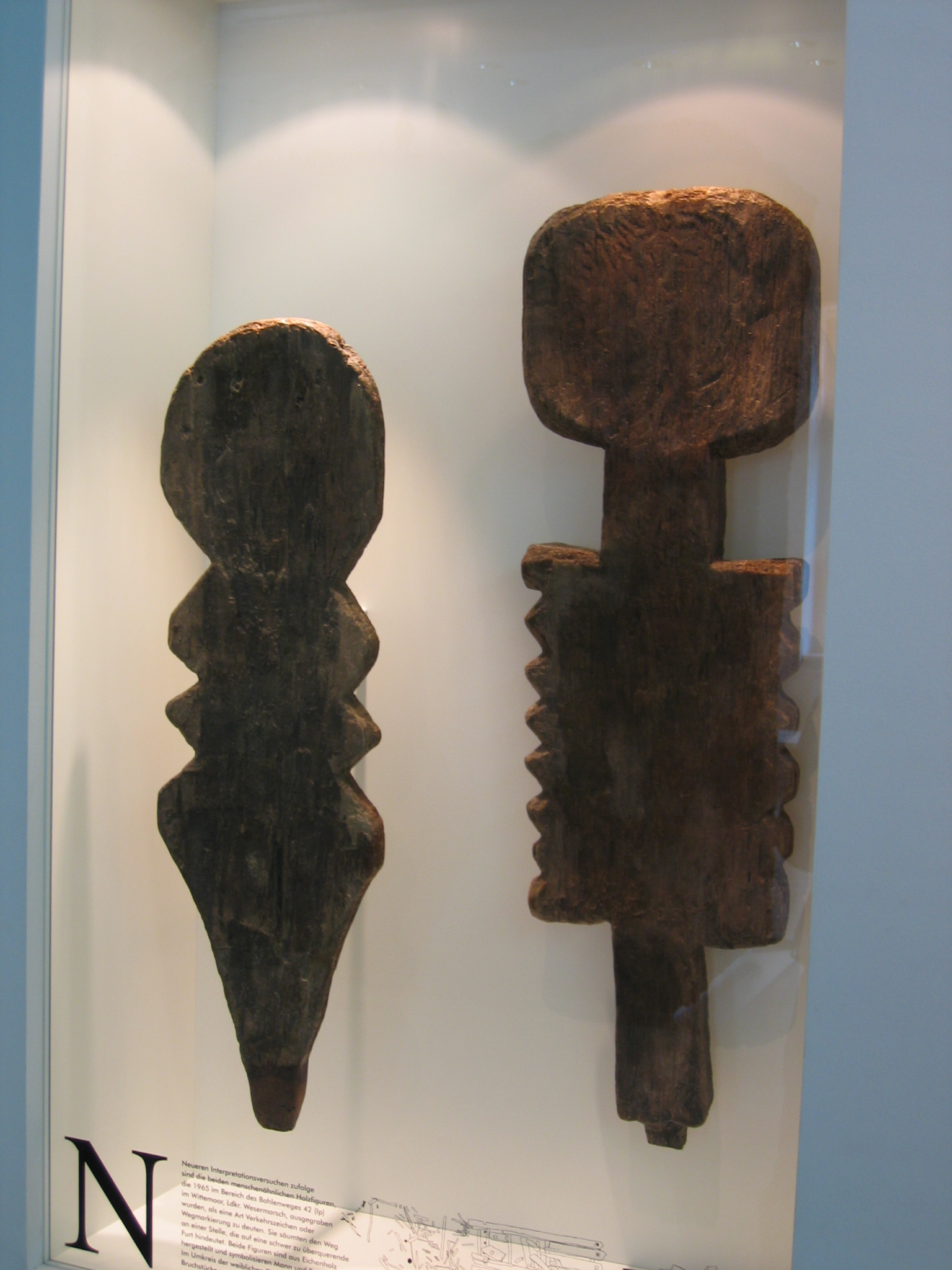
Stelen aus dem Wittemoor im Landesmuseum (2006)

Die intensive Besinnung auf die eigene Vergangenheit, die zu Anfang des 20. Jahrhunderts immer mehr die Gestaltung kultureller Einrichtungen prägte, sorgte dafür, dass die Archäologie in den Mittelpunkt der Aufmerksamkeit des Museums rückte. Die Erforschung des kulturellen Erbes und die Vermittlung der Ur- und Frühgeschichte an ein breites Publikum wurden zur zentralen Aufgabe. Mit den politischen und wirtschaftlichen Veränderungen des frühen 20. Jahrhunderts änderte sich auch die Trägerschaft und der Name des Museums: Erst wurde es „Staatliches Naturhistorisches Museum“, 1938 dann „Staatliches Museum für Naturkunde und Vorgeschichte“.
1971 wurde das Gelände des Museums um das benachbarte ehemalige Gebäude der Landesbibliothek Oldenburg erweitert, damit wurde mehr Raum geschaffen für Dauer- und Sonderausstellungen. Ab 1995 folgte die Gestaltung der Dauerausstellung der Idee, interdisziplinär die Integration von Natur- und Kulturgeschichte und das Werden und Wirken von Mensch und Tier darin darzustellen. Zentrale Themen sind Moor, Geest, Küste und Marsch, die typischen Landschaften der nordwestdeutschen Küstenregion. Als Verbindungsglied zwischen den Regionen dient die Hunte, die sie durchfließt. In einem großen Aquarium werden Wassertiere, Insekten und Pflanzen vorgestellt, deren Lebensraum die Hunte ist.